# Mistrovství Evropy ve fotbale 2012 – skupina C

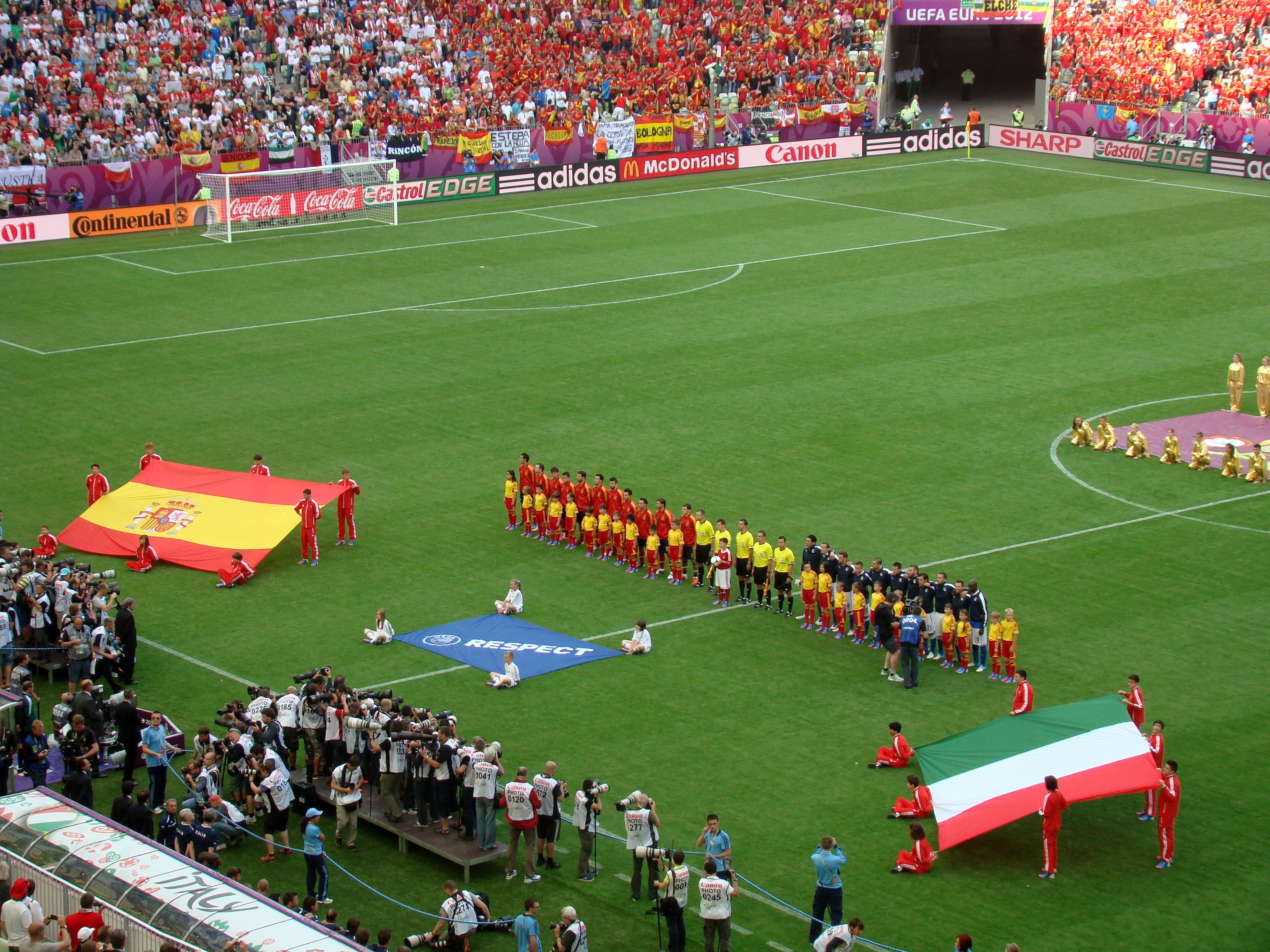
Před zápasem Španělsko - Itálie

Skupina C byla jednou ze čtyř skupin turnaje Mistrovství Evropy ve fotbale 2012. Nalosovány do ní byly týmy Španělska, Itálie, Chorvatska a Irska. Zápasy se hrály ve dvou Polských městech - v Gdaňsku a Poznani mezi 10.–18. červnem 2012.
| Tým        | Z | V | R | P | VG | IG | +/- | B |
| ---------- | - | - | - | - | -- | -- | --- | - |
| Španělsko  | 3 | 2 | 1 | 0 | 6  | 1  | +5  | 7 |
| Itálie     | 3 | 1 | 2 | 0 | 4  | 2  | +2  | 5 |
| Chorvatsko | 3 | 1 | 1 | 1 | 4  | 3  | +1  | 4 |
| Irsko      | 3 | 0 | 0 | 3 | 1  | 9  | −8  | 0 |

## Španělsko - Itálie
| 10. června 2012 18:00 UTC+2 |        |               |                                                          |
| Španělsko                   | 1:1    | Itálie        | PGE Arena, Gdaňsk diváci: 38 869 rozhodčí: Viktor Kassai |
| Fàbregas 64'                | Report | Di Natale 61' | PGE Arena, Gdaňsk diváci: 38 869 rozhodčí: Viktor Kassai |

## Irsko - Chorvatsko
| 10. června 2012 20:45 UTC+2 |        |                               |                                                                |
| Irsko                       | 1:3    | Chorvatsko                    | Městský stadion, Poznaň diváci: 39 550 rozhodčí: Björn Kuipers |
| St Ledger 19'               | Report | Mandžukić 3', 48' Jelavić 43' | Městský stadion, Poznaň diváci: 39 550 rozhodčí: Björn Kuipers |

## Itálie - Chorvatsko
| 14. června 2012 18:00 UTC+2 |        |               |                                                              |
| Itálie                      | 1:1    | Chorvatsko    | Městský stadion, Poznaň diváci: 37 096 rozhodčí: Howard Webb |
| Pirlo 39'                   | Report | Mandžukić 72' | Městský stadion, Poznaň diváci: 37 096 rozhodčí: Howard Webb |

## Španělsko - Irsko
| 14. června 2012 20:45 UTC+2           |        |       |                                                          |
| Španělsko                             | 4:0    | Irsko | PGE Arena, Gdaňsk diváci: 39 150 rozhodčí: Pedro Proença |
| Torres 4', 70' Silva 49' Fàbregas 83' | Report |       | PGE Arena, Gdaňsk diváci: 39 150 rozhodčí: Pedro Proença |

## Chorvatsko - Španělsko
| 18. června 2012 20:45 UTC+2 |        |           |                                                           |
| Chorvatsko                  | 0:1    | Španělsko | PGE Arena, Gdaňsk diváci: 39 076 rozhodčí: Wolfgang Stark |
|                             | Report | Navas 88' | PGE Arena, Gdaňsk diváci: 39 076 rozhodčí: Wolfgang Stark |

## Itálie - Irsko
| 18. června 2012 20:45 UTC+2 |        |       |                                                               |
| Itálie                      | 2:0    | Irsko | Městský stadion, Poznaň diváci: 38 794 rozhodčí: Cüneyt Çakır |
| Cassano 35' Balotelli 90'   | Report |       | Městský stadion, Poznaň diváci: 38 794 rozhodčí: Cüneyt Çakır |